# Крупа Лев Миколайович
Лев (Левко) Миколайович Крупа (29 грудня 1943, за документами — 1 січня 1944, с. Велика Березовиця, нині селище Тернопільського району Тернопільської області — 28 грудня 2000, Тернопіль) — український письменник, журналіст, громадсько-політичний діяч, педагог. Лауреат премії імені Братів Лепких (1991). Член Національної спілки письменників України (1991). Народний депутат України 1-го скликання (1990—1994). Чоловік Марії Крупи, батько Любомира Крупи  і Наталії Дащенко (Крупа).

## Біографія
Закінчив філологічний факультет Чернівецького університету (1970, зараз національний університет).
Учителював у Тернопільському районі, працював старшим науковим співробітником Тернопільського обласного краєзнавчого музею, редактором газети «Тернове поле» (1989—1991).
Співзасновник Крайової організації НРУ (1988), член Проводу, делегат 4-х з'їздів Руху.
У 1991—2000 — генеральний директор Тернопільського облтелерадіомовного об'єднання.

## Творчість
Автор збірок поезій:
- «Чотири струни» (1986),
- «У дзеркалі плуга» (1990),
- «Міра болю» (1998)

Автор драм:
- «Легенда Тернового Поля» (1990),
- «Ой Морозе, Морозенку» (1991),
- «Василько — князь Теребовельський», «Три сторінки з літопису» (обидві — 1993).

Завершував цикл поезій «У тіні Вавеля». Переклав «Кримські сонети» Адама Міцкевича, інсценізував повість Юліана Опільського «Іду на Ви».

## Вшанування пам'яті
22 травня 2024 року у Тернополі на будівлі загальноосвітньої школи №8 відкрили меморіальну дошку Левку Крупі.